# Dobra-Nowiny
Dobra-Nowiny – wieś w Polsce położona w województwie łódzkim, w powiecie zgierskim, w gminie Stryków, na terenie Parku Krajobrazowego Wzniesień Łódzkich. Dobra-Nowiny to określenie wsi i osiedla do niej przyległego.
Miejscowość włączona jest do sieci komunikacji autobusowej MPK Łódź: linia 60.